# Ludvik Žagar
Ludvik Žagar, slovenski kemik in pedagog, * 28. december 1910, Trst, † 15. avgust 1981, Merano, Italija.

## Življenjepis
Žagar je leta 1939 končal študij na salezijanski visoki šoli v Ljubljani, leta 1941 pa je diplomiral na Tehniški fakulteti v Ljubljani, na kateri je bil do 1945 asistent. Od 1947 je bil asistent na TVŠ v Gradcu, kjer je 1954 tudi doktoriral iz kemije koloidov.
Žagar se je že pred  doktoratom zaposlil (1953) na Inštitutu za mineralogijo v Aachnu, kjer je deloval kot znanstveni svetnik in od 1970 do 1981 kot vodja oddelka za steklo in keramiko.
Žagar je veliko sodeloval tudi z raziskovalnimi inštituti v domovini, zlasti z IJS. Objavil je več kot 30 znanstvenih člankov, pretežno v nemščini, ter kot gostujoči profesor predaval na več evropskih univerzah.